# Urbano (Zuggattung)

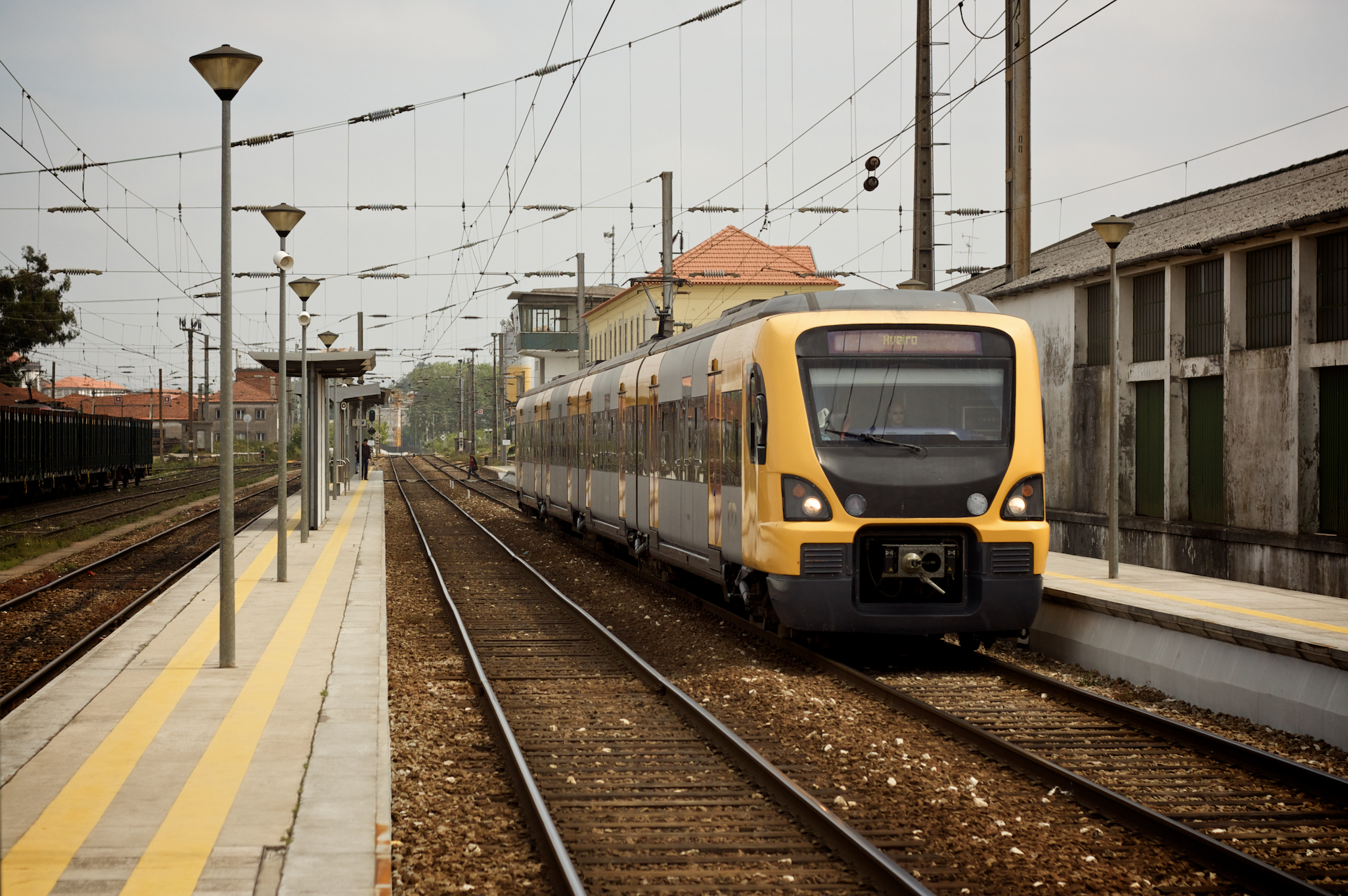
Urbano-Zug am Bahnhof Vila Nova de Gaia (Linha do Norte, Baureihe 3400)

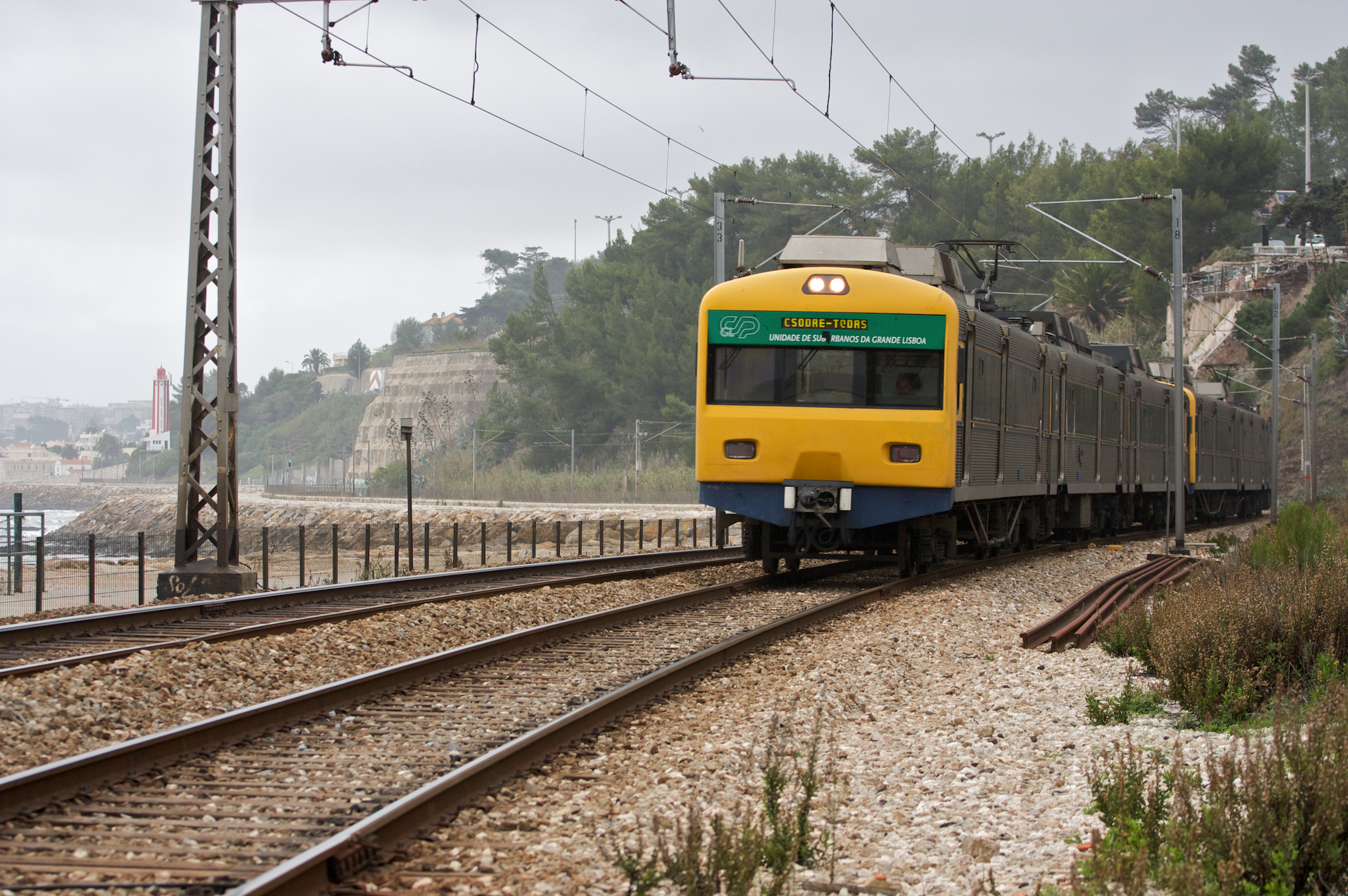
Urbano-Zug bei Cruz Quebrada (Linha de Cascais, Baureihe 3150/3250)

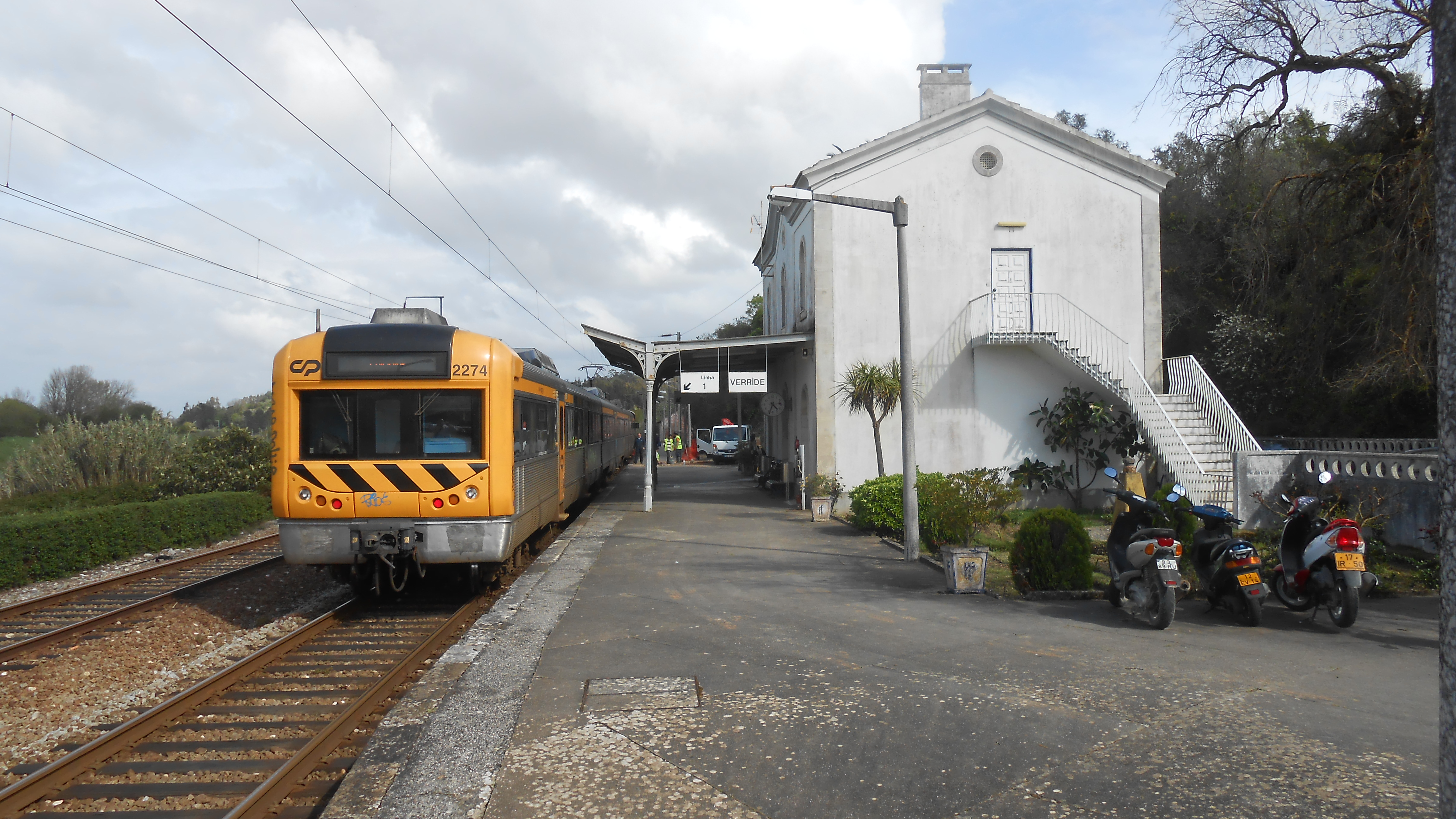
Urbano-Zug am Bahnhof Verride (Ramal de Alfarelos, Baureihe 2240)

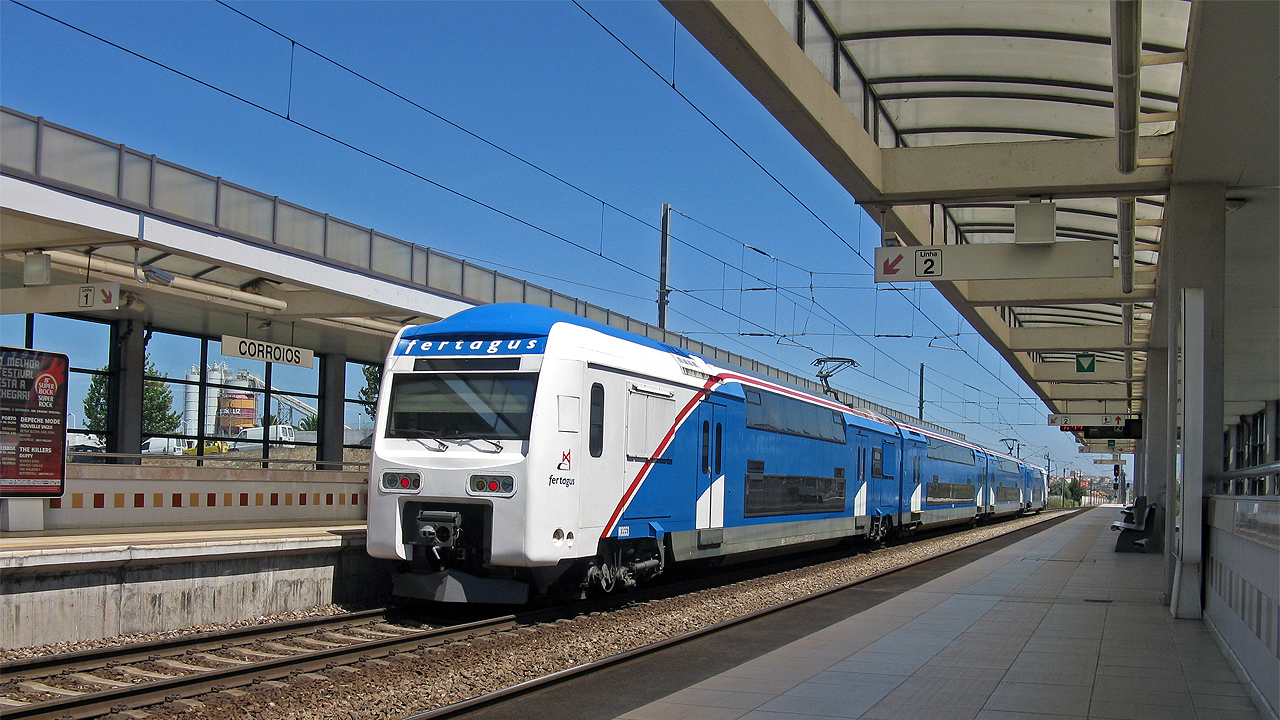
Urbano-Zug des privaten Unternehmens Fertagus am Bahnhof Corroios (Linha do Sul, Baureihe 3500)

Urbano, auch comboio urbano oder comboio suburbano, ist eine Zuggattung für den Schienenpersonennahverkehr in Ballungsräumen Portugals. Sie bildet neben der Zuggattung Regional, die vornehmlich auf Nebenbahnen und in abgelegeneren Regionen gefahren wird, das Basisangebot auf den Eisenbahnstrecken in den Großräumen Portugals. Die Zuggattung ist mit der in deutschsprachigen Räumen verbreiteten S-Bahn vergleichbar.

## Charakteristika
„Urbano“-Züge zeichnen sich dadurch aus, dass sie üblicherweise an allen Bahnhöfen und Haltepunkten der Strecke halten sowie eine relativ niedrige Reisegeschwindigkeit haben. Die Zuggattung umfasst weder einen gastronomischer Service noch die Möglichkeit der Sitzplatzreservierung. Urbano-Zugleistungen sind bestimmten Linien (Porto) oder Linienfamilien (Lissabon) zugeordnet, zudem besitzen sie synchrone Taktzeiten, die zwischen 10 und 60 Minuten variieren. Außerdem werden Urbano-Zuggleistungen meist von speziell dafür vorgesehenen Fahrzeugen, die für große Massen ausgelegt sind, gefahren (siehe unten).
Abgesehen von einem Streckenabschnitt im Großraum Porto (Caíde—Marco de Canaveses auf der Urbano-Linie „Linha de Marco“) werden alle Urbano-Verkehre in Portugal elektrisch betrieben.
Eine besondere Markenausprägung der Zuggattung, wie bei den S-Bahnsystemen in deutschsprachigen Gebieten, die eigenen Logos besitzen oder explizit mit der Zuggattung werben, ist in Portugal nicht zu sehen.

## Betrieb
Urbano-Züge werden nahezu ausschließlich durch die beiden Verkehrssparten CP Urbanos de Lisboa und CP Urbanos do Porto in Lissabon beziehungsweise Porto gefahren. Allein diese beiden Sparten boten 2008 1064 Zugfahrten mit Urbano-Zügen pro Tag an, was gut 65 Prozent aller gefahrenen Zugleistungen in Portugal in dem Jahr entsprach. Gemeinsam beförderten beide Geschäftseinheiten 2008 116 Millionen Fahrgäste, was gut 85 Prozent aller Eisenbahnfahrgäste Portugals entsprach. In Lissabon gibt es zusätzlich das private Verkehrsunternehmen Fertagus, das ebenfalls Urbano-Züge zwischen Lissabon und Setúbal betreibt.
Neben den Urbano-Zügen im Großraum Lissabon und Porto, werden die Züge zwischen dem Badeort Figueira da Foz und Coimbra (über Alfarelos) ebenfalls als Urbano bezeichnet. Ursprünglich besaß das Coimbraer Netz noch zwei Urbano-Linien, von Coimbra nach Figueira da Foz (über Cantanhede, vorwiegend Ramal da Figueira da Foz) und von Coimbra nach Serpins (ausschließlich Ramal da Lousã). Beide Linien wurden jedoch wegen Streckenstilllegungen in den letzten Jahren eingestellt. Die Urbano-Zugleistungen in Coimbra werden ausschließlich von der CP-Verkehrssparte CP Regional gefahren.

## Fahrzeuge
Im Großraum Lissabon gibt es eine Vielzahl von verschiedenen Fahrzeugtypen, die klassische Urbano-Zugleistungen fahren. Im Fahrzeugpark der CP Urbanos de Lisboa stehen Fahrzeuge der Baureihe 2300/2400 zur Verfügung, die eine relativ hohe Höchstgeschwindigkeit von 120 km/h erreichen und pro Wageneinheit auf jeder Seite drei Türen besitzen. Die Baureihe war vor allem für die am stärksten genutzte Eisenbahnstrecke Portugals, die Linha de Sintra, produziert worden. Des Weiteren besitzen CP Urbanos de Lisboa und das Privatunternehmen Fertagus Doppelstockzüge der Baureihe 3500, die pro Wageneinheit über 270 Sitz- und Stehplätze verfügen und eine Höchstgeschwindigkeit von 140 km/h erreichen. Außerdem werden auf der einzigen mit 1500 Volt Gleichstrom elektrifizierten Eisenbahnstrecke, der Linha de Cascais, Züge der Baureihe 3150/3250 eingesetzt. Die drei genannten Baureihen werden ausschließlich im Großraum Lissabon als Vorortzüge eingesetzt.
In Porto werden größtenteils alle Urbano-Linien mit den 2002 produzierten Fahrzeugen der Baureihe 3400 gefahren. Sie sind komplett durchgängig und verfügen über etwa 1162 Sitz- und Stehplätze.
Da sowohl in Porto als auch in Lissabon das Zugmaterial knapp ist, wird die eigentlich für den Regionalverkehr vorgesehene Baureihe 2240 eingesetzt. Diese wird auf der Urbano-Linie zwischen Figueira da Foz und Coimbra eingesetzt.